# Cinquième circonscription de la préfecture de Gunma
La cinquième circonscription de la préfecture de Gunma (群馬県第5区, Gunma-ken dai-go-ku) est l'une des cinq circonscriptions législatives que compte la préfecture de Gunma au Japon.

## Description géographique
Entre 1994 et 2013, la cinquième circonscription de la préfecture de Gunma regroupait les villes de Shibukawa, Tomioka et Annaka et les districts de Gunma (ja), Kitagunma, Kanra, Usui (ja) et Agatsuma.
Entre 2013 et 2022, elle réunissait une partie des villes de Takasaki et Shibukawa, les villes de Tomioka et Annaka et les districts de Kitagunma, Kanra et Agatsuma.
Depuis 2022, elle comprend une partie de la ville de Takasaki, les villes de Shibukawa, Tomioka et Annaka et les mêmes districts,.

## Députés
| Législature | Début de mandat | Fin de mandat | Député élu   | Parti politique | Parti politique |
| ----------- | --------------- | ------------- | ------------ | --------------- | --------------- |
| 41e         | 1996            | 2000          | Keizō Obuchi |                 | PLD             |
| 42e         | 2000            | 2003          | Yūko Obuchi  |                 | PLD             |
| 43e         | 2003            | 2005          | Yūko Obuchi  |                 | PLD             |
| 44e         | 2005            | 2009          | Yūko Obuchi  |                 | PLD             |
| 45e         | 2009            | 2012          | Yūko Obuchi  |                 | PLD             |
| 46e         | 2012            | 2014          | Yūko Obuchi  |                 | PLD             |
| 47e         | 2014            | 2017          | Yūko Obuchi  |                 | PLD             |
| 48e         | 2017            | 2021          | Yūko Obuchi  |                 | PLD             |
| 49e         | 2021            | 2024          | Yūko Obuchi  |                 | PLD             |
| 50e         | 2024            | -             | Yūko Obuchi  |                 | PLD             |